# Aulacorhynchus sulcatus
Aulacorhynchus sulcatus là một loài chim trong họ Ramphastidae.

## Hình ảnh

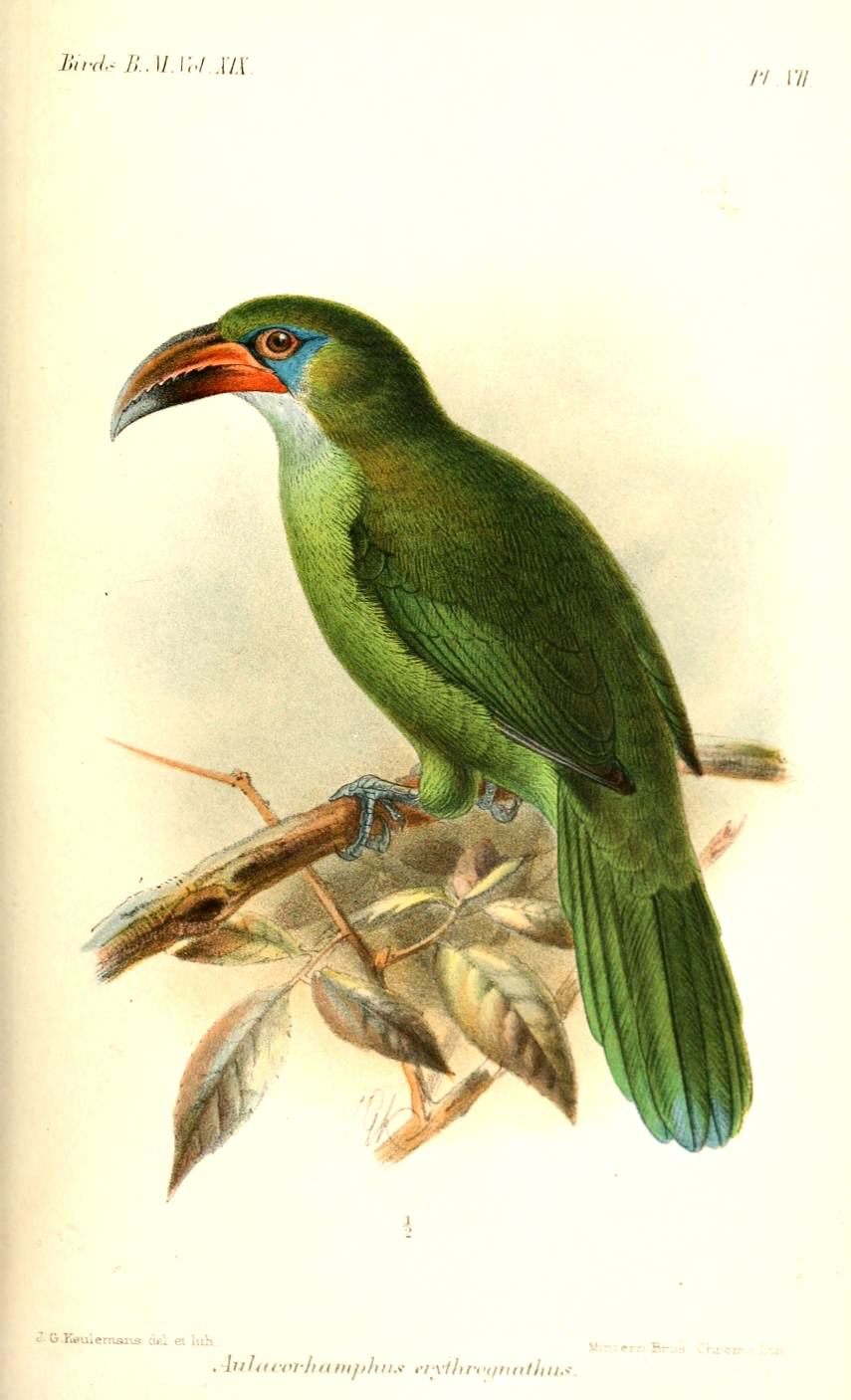
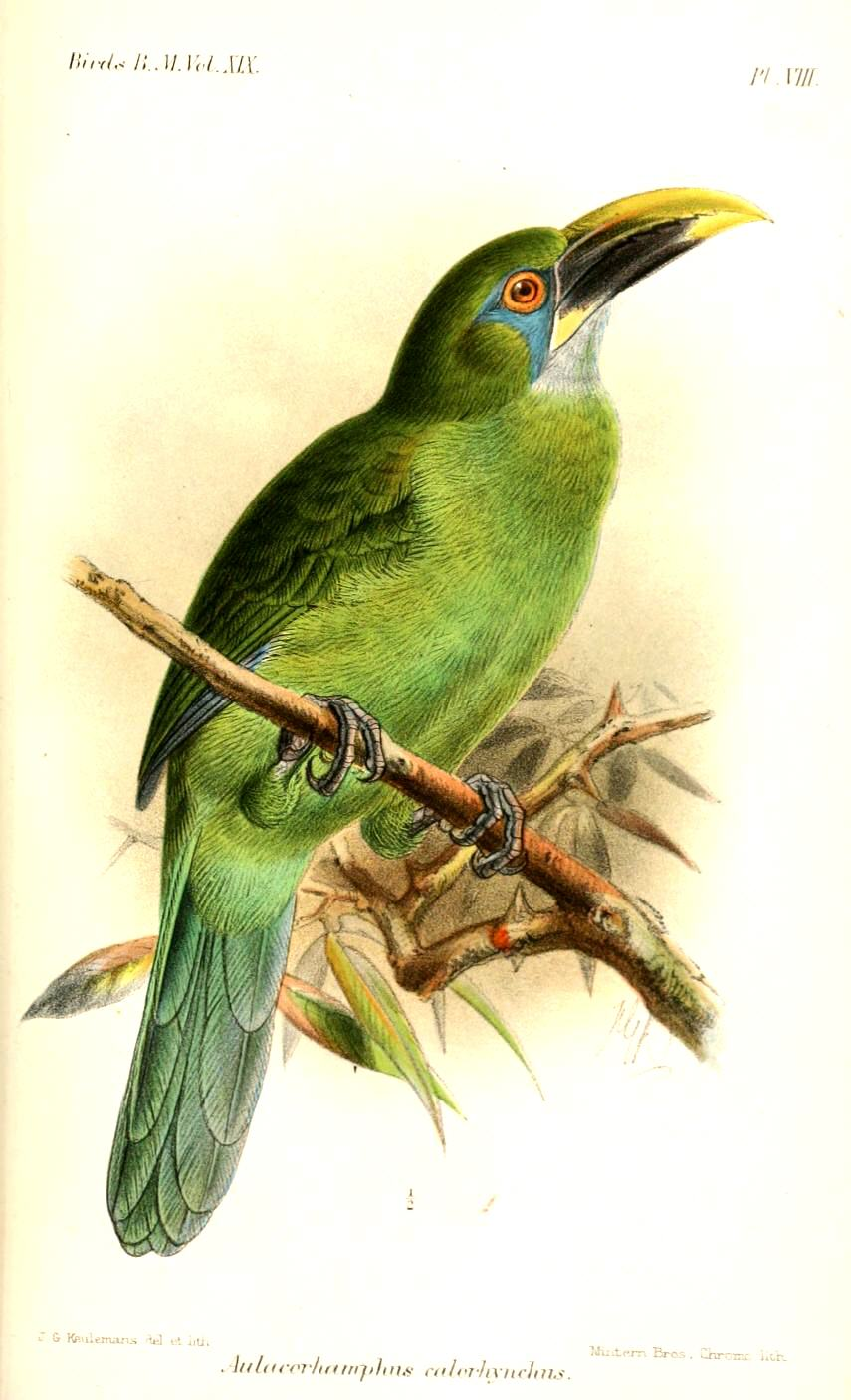
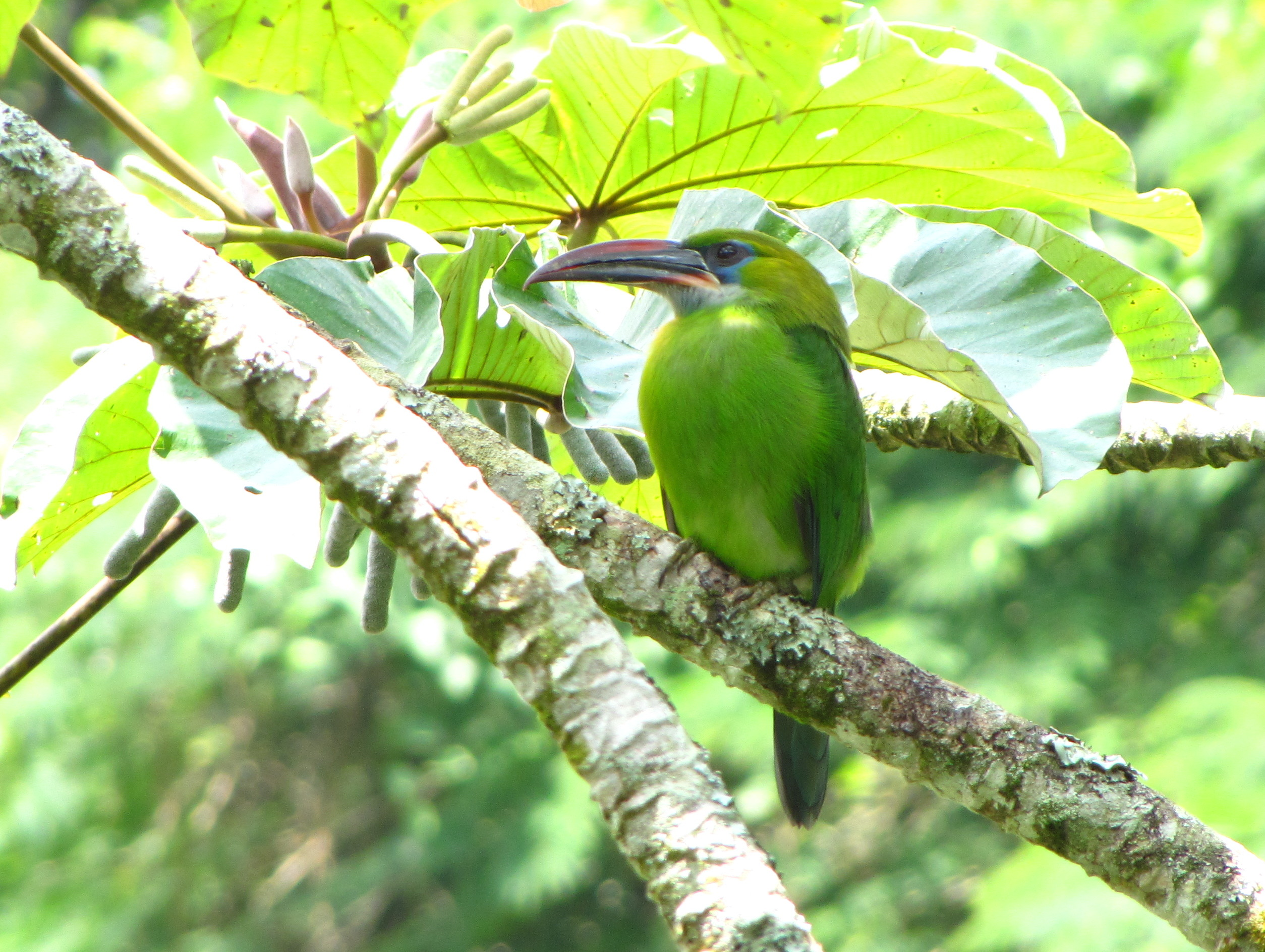